# 艾哈迈德·本·马吉德
艾哈迈德·本·马吉德（阿拉伯语：‎），通称伊本·马吉德，著名阿拉伯航海家。
马吉德1421年左右出生于今日哈伊马角，17岁便开始水手生涯，由于他的勇气和经验，常被尊称为“Shihan Al Dein”（“怒海之狮”），被奉为阿拉伯海员之祖。据信，瓦斯科·达·伽马的船队正是在马吉德的领航之下，才顺利越过印度洋，从马林迪抵达印度卡利卡特。
马吉德一生写有大量诗篇和著作，其中最有名的是《航海原则和规则实用信息手册》（Kitab al-Fawa’id fi Usul ‘Ilm al-Bahr wa ’l-Qawa’id）。